# 苍鹭
蒼鷺又稱灰鷺，為鹭科蒼鷺屬的一种涉禽，也是鹭属的模式種。是歐亞大陸與非洲大陸的濕地中極為常見的水鳥。

## 生态环境
性格孤僻，嚴冬時節在沼澤邊常可以看到獨立寒風中的蒼鷺。

## 分布地域
蒼鷺分布在非洲、欧亚大陆、中華人民共和國全境、朝鲜并日本至菲律宾及巽他群岛。在西伯利亚、中国北方、日本北海道和韩国一些海外離島长年居住并繁殖后代。有些全年滯留於中亞、日本、朝鮮半島或中華民國臺灣省北部，目前經由繫放得知的蒼鷺年齡是18.49年。

## 特征
苍鹭体长 84－102 厘米，翼展 155－195 厘米，高約 100 厘米，体重 1.02－2.08 公斤。其上半身主要为灰色，腹部为白色。成鸟的过眼纹及冠羽黑色，飞羽、翼角及两道胸斑黑色，头、颈、胸及背白色，颈具黑色纵纹，余部灰色。幼鸟的头及颈灰色较重，但无黑色。虹膜－黄色；喙－黄绿色；脚－偏黑。叫声：深沉的喉音呱呱声及似鹅的叫声。

## 食物
苍鹭在浅水区觅食，主要捕食鱼类、两栖动物和昆虫，也吃小型哺乳动物和鸟。

## 繁殖
集體於鄰近濕地或湖的樹上築巢，亦會於蘆葦叢上築巢，終生一夫一妻制。一般蒼鷺可活20~30年以上。

## 圖集

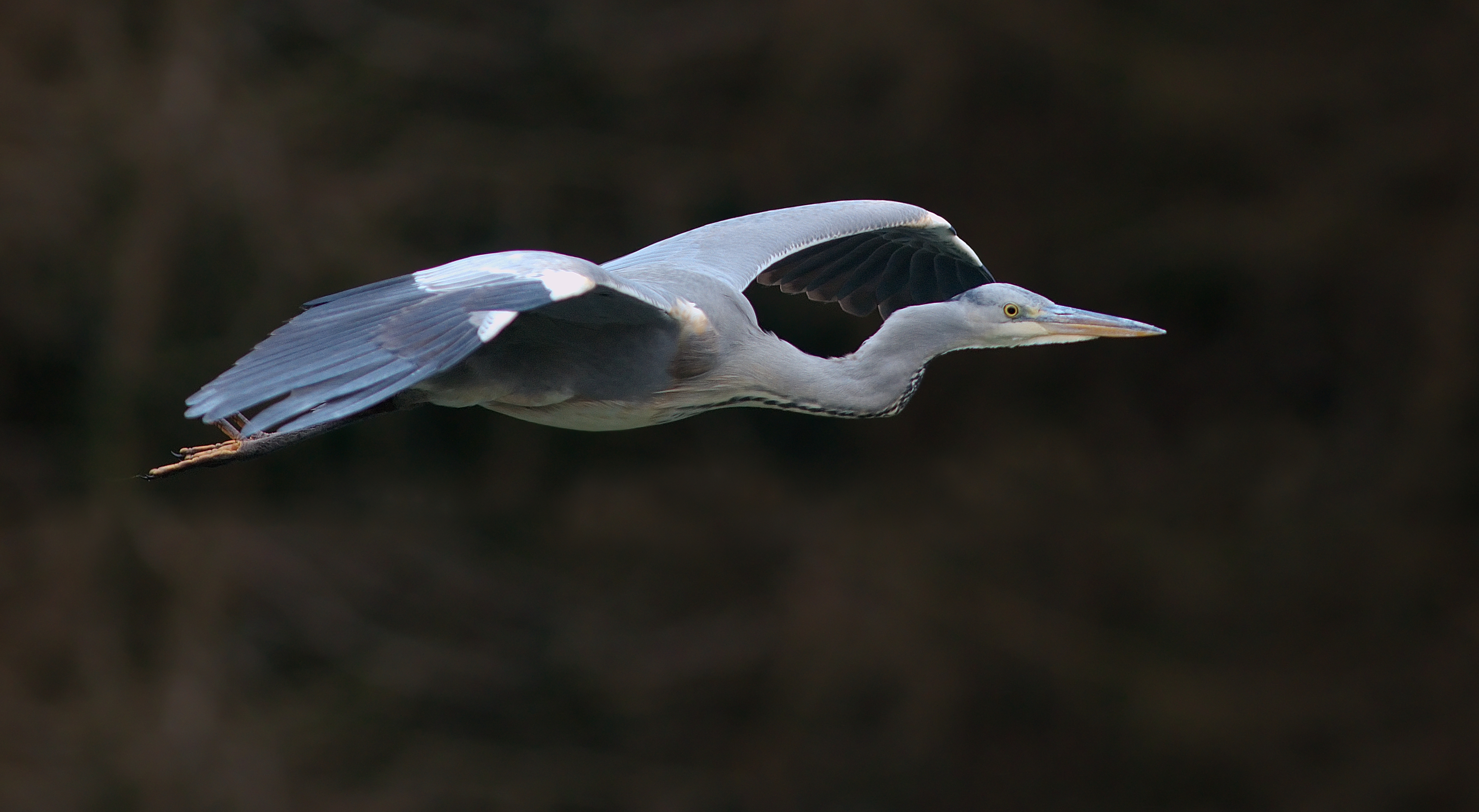
飞翔的苍鹭
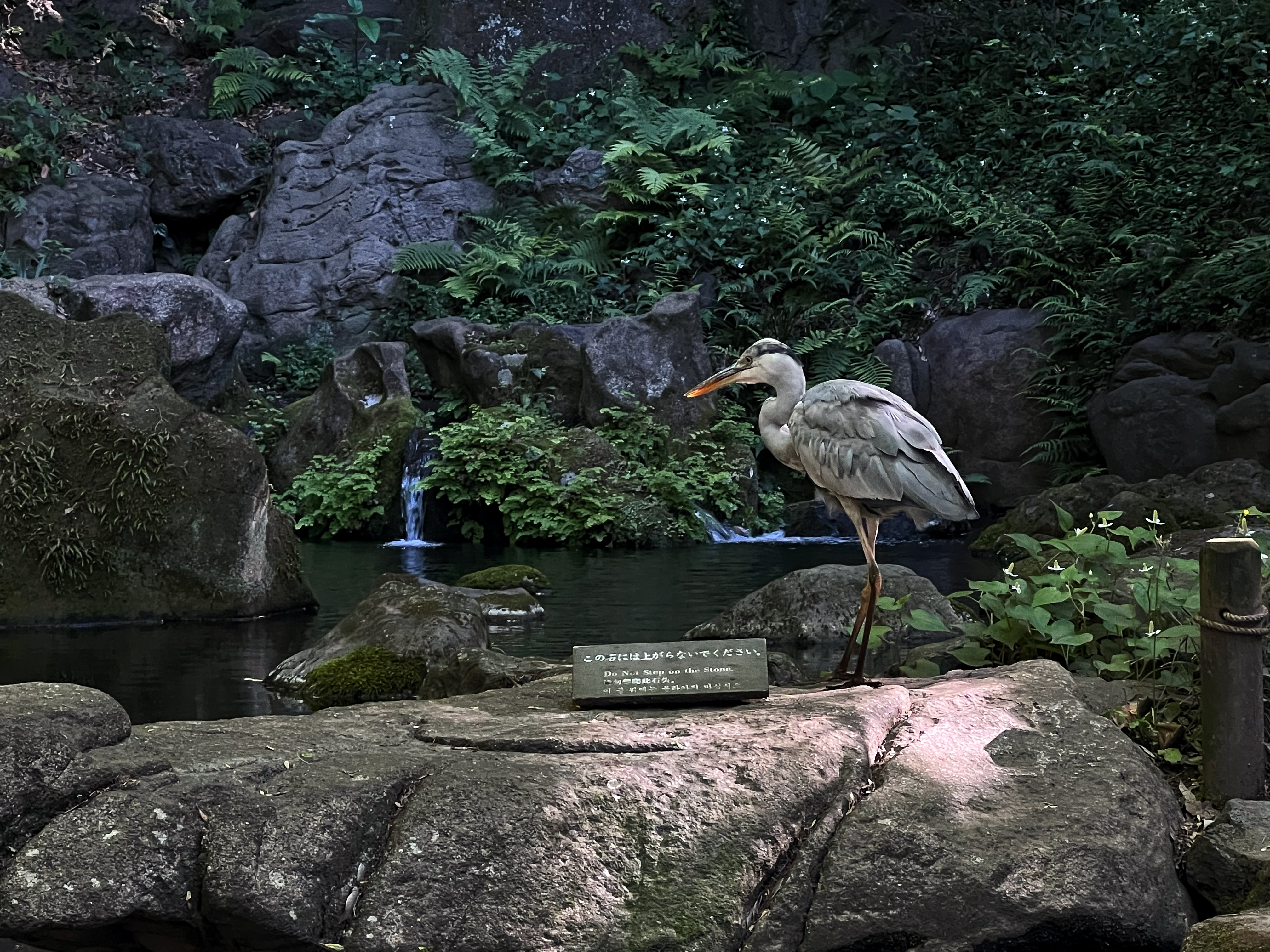
日本东京六義園中的苍鹭
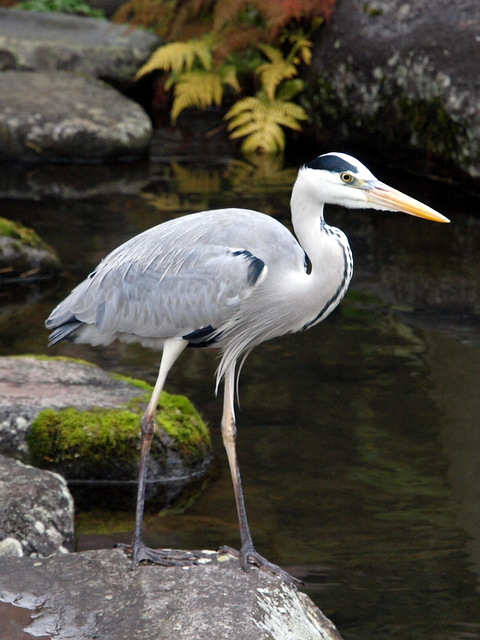
苍鹭，攝於日本
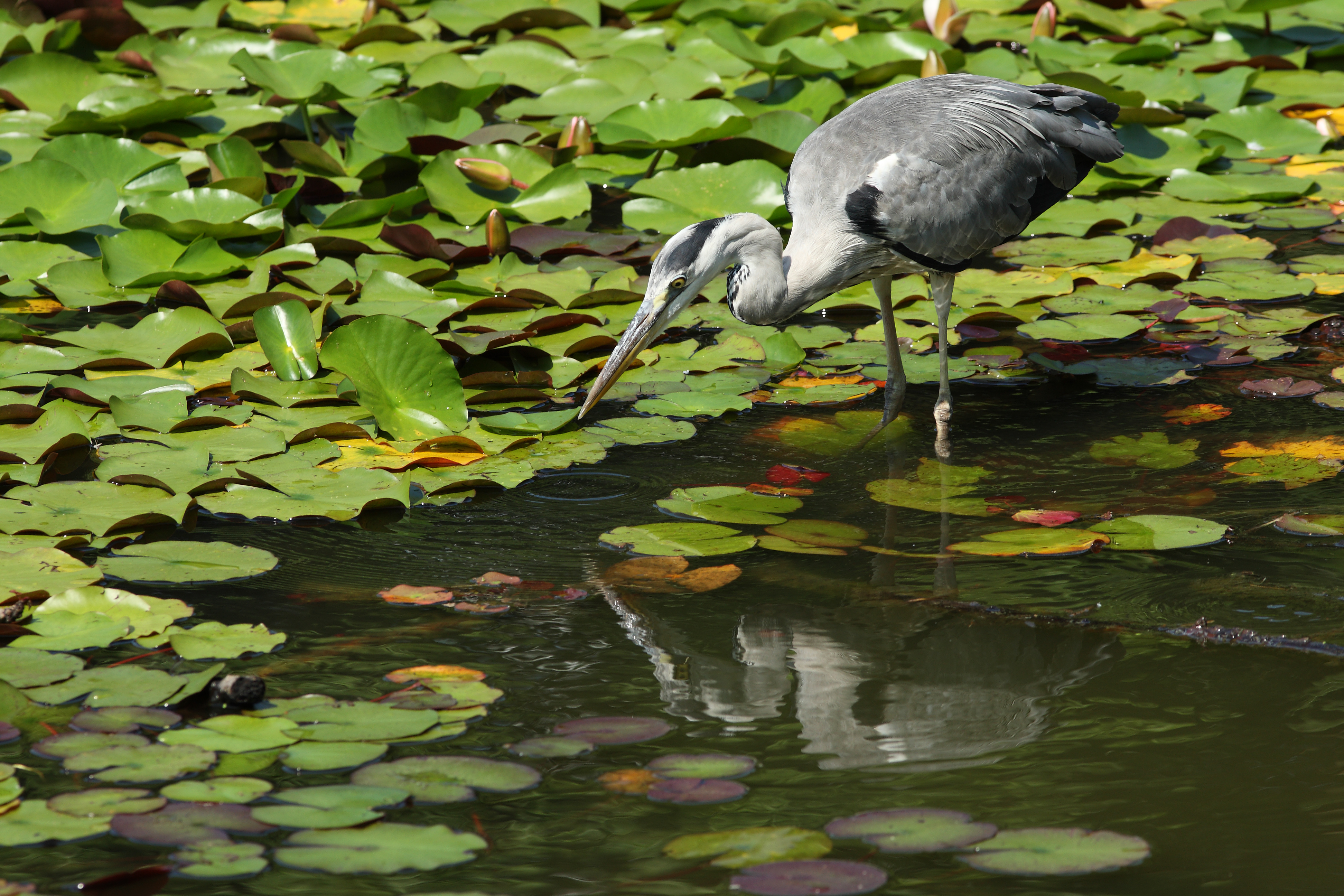
苍鹭，攝於日本慶沢園
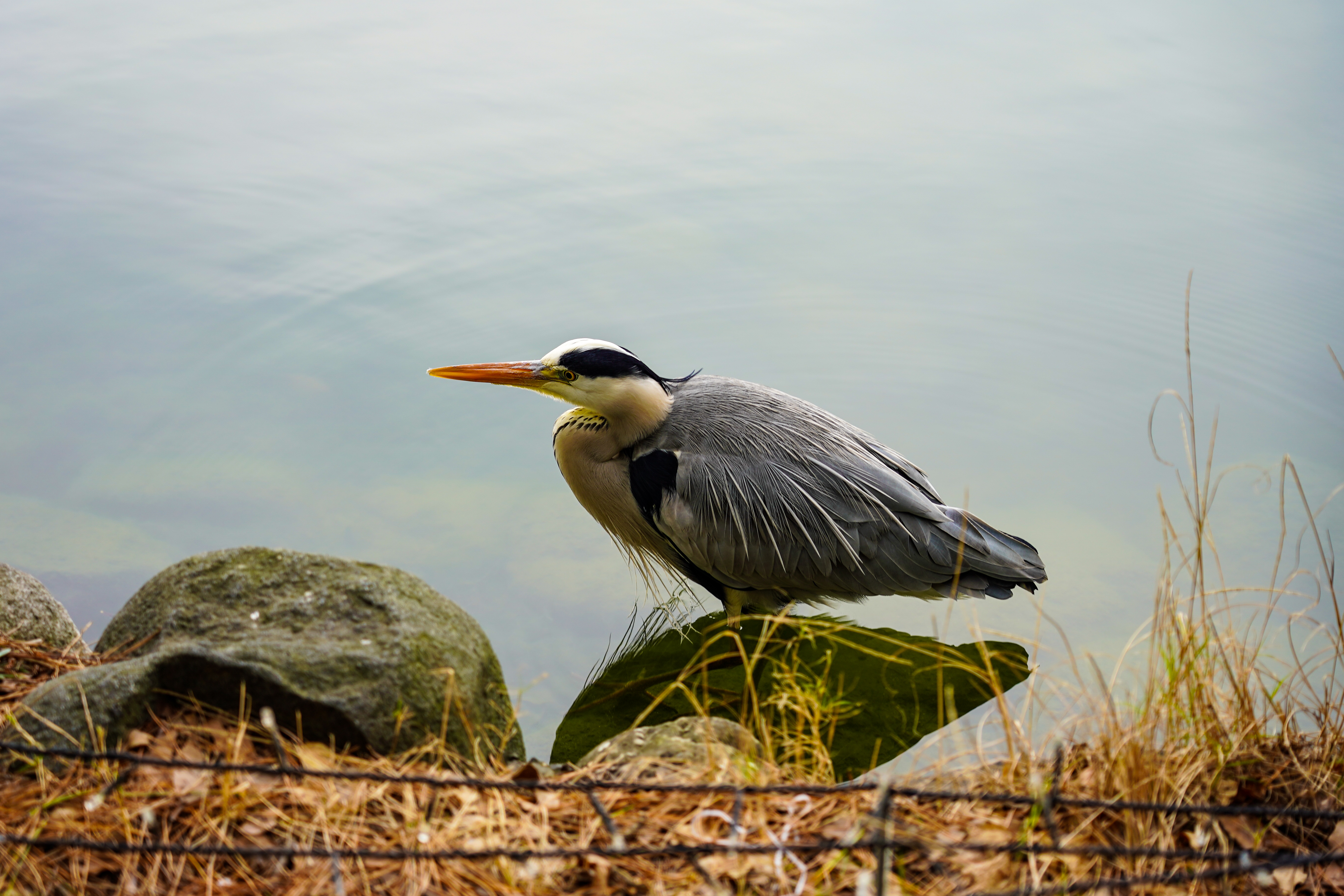
苍鹭，攝於日本大濠公園
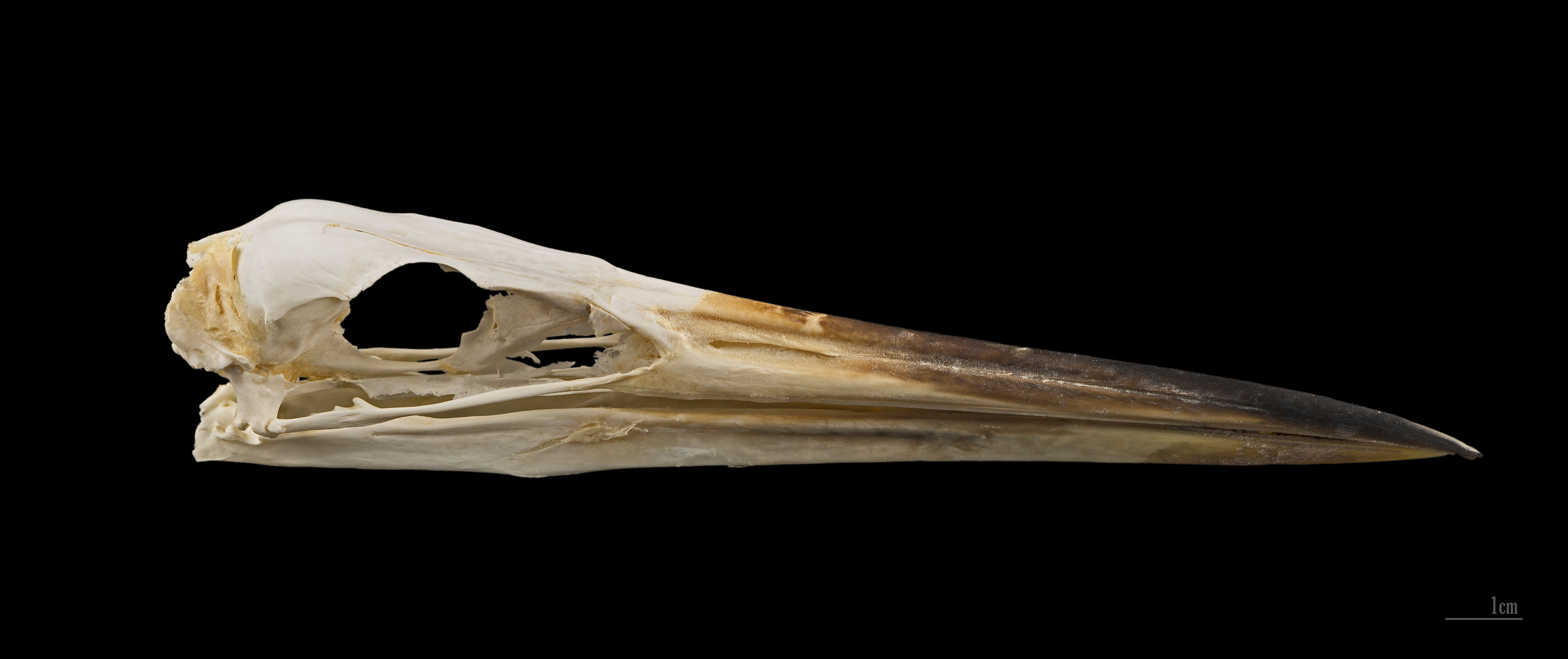
颅骨
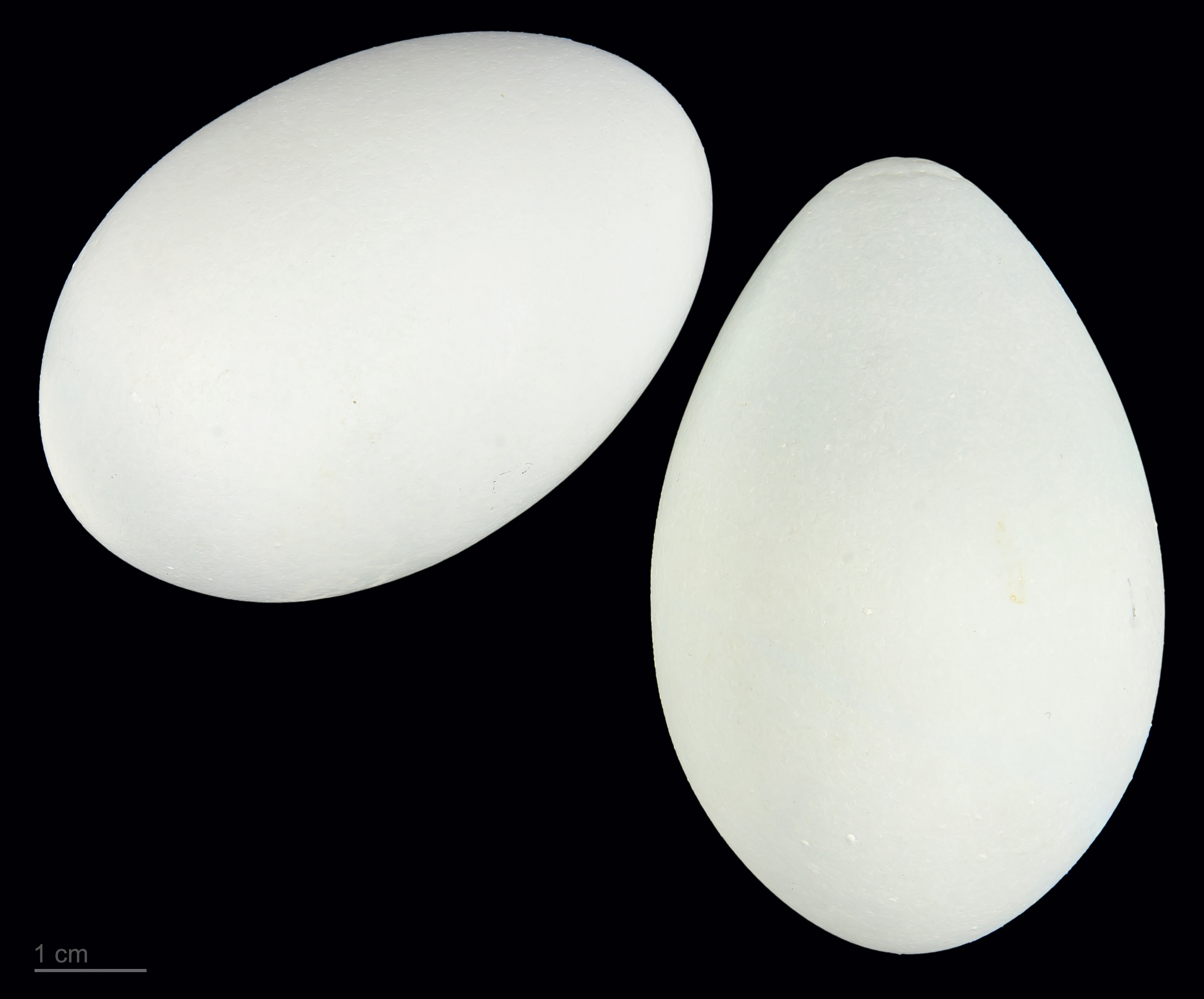
卵 Ardea cinerea

## 延伸閱讀
- Albert Martínez-Vilalta & Anna Motis. 〈Family Ardeidae (Herons)〉. In Josep del Hoyo, Andrew Elliott, Jordi Sargatal. eds. 《Handbook of the Birds of the World, Volume 1: Ostrich to Ducks》. Lynx Edicions. 1992. ISBN 978-84-87334-10-8.
- Neil McKilligan. 《Herons, Egrets and Bitterns：Their Biology and Conservation in Australia》. 2005. University of Southern Queensland. ISBN 0-643-09133-5.
- James A. Kushlan & James Hancock. 《Herons》. 2005. Oxford University Press. ISBN 0-19-854981-4.
- 馬敬能, 菲利普斯, 何芬奇. 《中國鳥類野外手冊》. 湖南教育出版社. 2000. ISBN 7-5355-3224-1.
- 尹璉, 費嘉倫, 林超英. 《香港及華南鳥類》. 香港特別行政區政府新聞處. 2008（8 th ed.）. ISBN 978-962-02-0360-2.

## 外部連結
- Grey heron (Ardea cinerea). ARKive. 擷取自 2012-01-27.
- Grey Heron (Ardea cinerea) （页面存档备份，存于）. The Internet Bird Collection.